# Grammy Award for Best Opera Recording
Der Grammy Award for Best Opera Recording, auf Deutsch „Grammy-Award für die beste Opern-Aufnahme“, ist ein Musikpreis, der seit 1961 jährlich von The Recording Academy in den Vereinigten Staaten von Amerika verliehen wird. Der Preis geht an Künstler für neue herausragende Aufnahmen im Bereich Oper.

## Geschichte und Hintergrund
Die seit 1959 verliehenen Grammy Awards werden jährlich in zahlreichen Kategorien von der Recording Academy in den Vereinigten Staaten vergeben, um künstlerische Leistung, technische Kompetenz und hervorragende Gesamtleistung ohne Rücksicht auf die Album-Verkäufe oder Chart-Position zu ehren. Eine dieser Kategorien ist der Grammy Award for Best Opera Recording.
In den ersten beiden Jahren der Grammy-Award-Verleihung, 1959 und 1960, wurden die Preise für Opern- und Choraufführungen noch in einer einzigen Auszeichnung Best Classical Performance – Operatic or Choral zusammengefasst. Seit 1961 wird die heutige Auszeichnung, zunächst noch unter dem Namen Grammy Award for Best Classical Opera Production vergeben. Die aktuelle Preisbezeichnung Grammy Award for Best Opera Recording wird seit 1962 verwendet.
Die Auszeichnung wird an den Dirigenten, die Hauptsolisten und den Produzenten der Aufnahme verliehen.

## Gewinner und nominierte Künstler
| Jahr                 | Gewinner | Gewinner                              | Gewinner                 | Weitere Nominierte | Weitere Nominierte                               | Weitere Nominierte                    |
| Jahr                 | Künstler / Produzenten | Oper                                  | Komponist                | Weitere Nominierte | Weitere Nominierte                               | Weitere Nominierte                    |
| Jahr                 | Künstler / Produzenten | Oper                                  | Komponist                | Künstler/Produzenten | Oper                                             | Komponist                             |
| -------------------- | --- | ------------------------------------- | ------------------------ | --- | ------------------------------------------------ | ------------------------------------- |
| 1961                 | - Erich Leinsdorf (Dirigent) - Birgit Nilsson, Giorgio Tozzi, Jussi Björling, Renata Tebaldi (Solisten) - Orchester des Teatro dell’Opera di Roma | Turandot                              | Giacomo Puccini          | |                                                  |                                       |
| 1962                 | - Gabriele Santini (Dirigent), - Victoria de los Ángeles, Jussi Björling, Miriam Pirazzini, Mario Sereni (Solisten) - Orchester des Teatro dell’Opera di Roma | Madama Butterfly                      | Giacomo Puccini          | |                                                  |                                       |
| 1963                 | - Georg Solti (Dirigent) - Robert Merrill, Leontyne Price, Giorgio Tozzi, Jon Vickers (Solisten) - Orchester des Teatro dell’Opera di Roma | Aida                                  | Giuseppe Verdi           | |                                                  |                                       |
| 1964                 | - Erich Leinsdorf (Dirigent) - Rosalind Elias, Leontyne Price, Richard Tucker (Solisten) - RCA Italiana Opera Orchestra | Madama Butterfly                      | Giacomo Puccini          | |                                                  |                                       |
| 1965                 | - Herbert von Karajan (Dirigent) - Franco Corelli, Mirella Freni, Robert Merrill, Leontyne Price (Solisten) - Wiener Philharmoniker | Carmen                                | Georges Bizet            | |                                                  |                                       |
| 1966                 | - Karl Böhm (Dirigent) - Dietrich Fischer-Dieskau, Evelyn Lear, Fritz Wunderlich (Solisten) - Orchester und dem Chor der Deutschen Oper Berlin - Otto Gerdes (Produzent) | Wozzeck                               | Alban Berg               | |                                                  |                                       |
| 1967                 | - Georg Solti (Dirigent) - Régine Crespin, Hans Hotter, James King, Christa Ludwig, Birgit Nilsson (Solisten) - Wiener Philharmoniker | Die Walküre                           | Richard Wagner           | |                                                  |                                       |
| 1968                 | - Pierre Boulez (Dirigent) - Walter Berry, Ingeborg Lasser, Isabel Strauss, Fritz Uhl (Solisten) - Orchester und Chor der Pariser Oper - Thomas Z. Shepard (Produzent) | Wozzeck                               | Alban Berg               | |                                                  |                                       |
| 1969                 | - Erich Leinsdorf (Dirigent) - Ezio Flagello, Sherrill Milnes, Leontyne Price, Judith Raskin, George Shirley, Tatiana Troyanos (Solisten) - New Philharmonia Orchestra - Richard Mohr (Produzent)                                                                                       | Così fan tutte                        | Wolfgang Amadeus Mozart  | |                                                  |                                       |
| 1970                 | - Herbert von Karajan (Dirigent) - Helga Dernesch, Gerhard Stolze, Jess Thomas (Solisten) - Berliner Philharmoniker - Otto Gerdes (Produzent) | Siegfried                             | Richard Wagner           | |                                                  |                                       |
| 1971                 | - Colin Davis (Dirigent) - Orchester und Chor des Royal Opera House und verschiedene Solisten - Erik Smith (Produzent) | Les Troyens                           | Hector Berlioz           | |                                                  |                                       |
| 1972                 | - Erich Leinsdorf (Dirigent) - Grace Bumbry, Plácido Domingo, Sherrill Milnes, Leontyne Price, Ruggero Raimondi (Solisten) - John Alldis Choir und London Symphony Orchestra - Richard Mohr (Produzent)                                                                                 | Aida                                  | Giuseppe Verdi           | |                                                  |                                       |
| 1973                 | - Colin Davis (Dirigent) - BBC Symphony Orchestra und verschiedene Solisten - Erik Smith (Produzent) | Benvenuto Cellini                     | Hector Berlioz           | |                                                  |                                       |
| 1974                 | - Leonard Bernstein (Dirigent) - Marilyn Horne, Tom Krause, Adriana Maliponte, James McCracken (Solisten) - Orchester und Chor der Metropolitan Opera - Tom Mowrey (Produzent) | Carmen                                | Georges Bizet            | |                                                  |                                       |
| 1975                 | - Georg Solti (Dirigent) - Judith Blegen, Montserrat Caballé, Plácido Domingo, Sherrill Milnes, Ruggero Raimondi (Solisten) - London Philharmonic Orchestra - Richard Mohr (Produzent)                                                                                                  | La Bohème                             | Giacomo Puccini          | |                                                  |                                       |
| 1976                 | - Colin Davis (Dirigent) - Richard Van Allan, Janet Baker, Montserrat Caballé, Ileana Cotrubaș, Wladimiro Ganzarolli, Nicolai Gedda (Solisten) - Royal Opera House Orchestra - Erik Smith (Produzent)                                                                                   | Così fan tutte                        | Wolfgang Amadeus Mozart  | |                                                  |                                       |
| 1977                 | - Lorin Maazel (Dirigent) - Leona Mitchell, Willard White (Solisten) - Cleveland Orchestra - Michael Woolcock (Produzent) | Porgy and Bess                        | George Gershwin          | |                                                  |                                       |
| 1978                 | - John DeMain (Dirigent) - Donnie Ray Albert, Carol Brice, Clamma Dale (Solisten) - Orchester der Houston Grand Opera - Thomas Z. Shepard (Produzent) | Porgy and Bess                        | George Gershwin          | |                                                  |                                       |
| 1979                 | - Julius Rudel (Dirigent) - Beverly Sills, Alan Titus (Solisten) - Orchester der New York City Opera - George Sponhaltz, John Coveney (Produzenten) | Die lustige Witwe                     | Franz Lehár              | |                                                  |                                       |
| 1980                 | - Colin Davis (Dirigent) - Heather Harper, Jonathan Summers, Jon Vickers (Solisten) - Orchester des Royal Opera House - Vittorio Negri (Produzent) | Peter Grimes                          | Benjamin Britten         | |                                                  |                                       |
| 1981                 | - Pierre Boulez (Dirigent) - Toni Blankenheim, Franz Mazura, Hanna Schwarz, Yvonne Minton, Teresa Stratas (Solisten) - Orchester der Opéra de Paris - Gunther Breest, Michael Horwath (Produzenten)                                                                                     | Lulu                                  | Alban Berg               | |                                                  |                                       |
| 1982                 | - Charles Mackerras (Dirigent) - Jiri Zahradnicek, Ivo Žídek, Václav Zítek (Solisten) - Wiener Philharmoniker - James Mallinson (Produzent) | Aus einem Totenhaus                   | Leoš Janáček             | |                                                  |                                       |
| 1983                 | - Pierre Boulez (Dirigent) - Jeannine Altmeyer, Hermann Becht, Peter Hofmann, Siegfried Jerusalem, Gwyneth Jones, Manfred Jung, Donald McIntyre, Matti Salminen, Ortrun Wenkel, Heinz Zednik (Solisten) - Orchester der Bayreuther Festspiele - Andrew Kazdin (Produzent)               | Der Ring des Nibelungen               | Richard Wagner           | |                                                  |                                       |
| 1984                 | - Georg Solti (Dirigent) - Thomas Allen, Kiri Te Kanawa, Kurt Moll, Lucia Popp, Samuel Ramey, Frederica von Stade (Solisten) - London Philharmonic Orchestra - Christopher Raeburn (Produzent)                                                                                          | Le nozze di Figaro                    | Wolfgang Amadeus Mozart  | |                                                  |                                       |
| 1984                 | - James Levine (Dirigent) - Plácido Domingo, Cornell MacNeil, Teresa Stratas (Solisten) - Orchester der Metropolitan Opera - Jay David Saks, Max Wilcox (Produzenten) | La traviata                           | Giuseppe Verdi           | |                                                  |                                       |
| 1985                 | - Lorin Maazel (Dirigent) - Julia Migenes-Johnson, Plácido Domingo, Ruggero Raimondi, Faith Esham (Solisten) - Choeur de Radio France, Maîtrise de Radio France und das Orchestre National de France - Michel Glotz (Produzent)                                                         | Carmen                                | Georges Bizet            | |                                                  |                                       |
| 1986                 | - Georg Solti (Dirigent) - Philip Langridge, Franz Mazura (Solisten) - Chicago Symphony Orchestra and Chorus - James Mallinson (Produzent) | Moses und Aron                        | Arnold Schönberg         | |                                                  |                                       |
| 1987                 | - John Mauceri (Dirigent) - James Billings, Joyce Castle, Maris Clement, David Eisler, Jack Harrold, John Lankston, Erie Mills, Scott Reeve (Solisten) - Orchester der New York City Opera - Elizabeth Ostrow (Produzent)                                                               | Candide                               | Leonard Bernstein        | |                                                  |                                       |
| 1988                 | - James Levine (Dirigent) - Agnes Baltsa, Kathleen Battle, Gary Lakes, Hermann Prey, Anna Tomowa-Sintow (Solisten) - Wiener Philharmoniker - Cord Garben (Produzent) | Ariadne auf Naxos                     | Richard Strauss          | |                                                  |                                       |
| 1989                 | - Georg Solti (Dirigent) - Plácido Domingo, Dietrich Fischer-Dieskau, Siegmund Nimsgern, Jessye Norman, Eva Randova, Hans Sotin (Solisten) - Orchester der Wiener Staatsoper - Christopher Raeburn (Produzent)                                                                          | Lohengrin                             | Richard Wagner           | |                                                  |                                       |
| 1990                 | - James Levine (Dirigent) - Hildegard Behrens, Gary Lakes, Christa Ludwig, Kurt Moll, James Morris, Jessye Norman, Marilyn Mims (Solisten) - Orchester der Metropolitan Opera - Cord Garben (Produzent)                                                                                 | Die Walküre                           | Richard Wagner           | |                                                  |                                       |
| 1991                 | - James Levine (Dirigent) - Siegfried Jerusalem, Christa Ludwig, Kurt Moll, James Morris, Jan Hendrik Rootering, Ekkehard Wlaschiha, Heinz Zednik (Solisten) - Orchester der Metropolitan Opera - Cord Garben (Produzent)                                                               | Das Rheingold                         | Richard Wagner           | |                                                  |                                       |
| 1992                 | - James Levine (Dirigent) - Hildegard Behrens, Reiner Goldberg, Matti Salminen, Hanna Schwarz, Cheryl Studer, Bernd Weikl, Ekkehard Wlaschiha (Solisten) - Orchester der Metropolitan Opera - Cord Garben (Produzent)                                                                   | Götterdämmerung                       | Richard Wagner           | |                                                  |                                       |
| 1993                 | - Georg Solti (Dirigent) - Hildegard Behrens, José van Dam, Plácido Domingo, Sumi Jo, Reinhild Runkel, Júlia Várady (Solisten) - Wiener Philharmoniker - Christopher Raeburn, Stephen Trainor, Morten Winding (Produzenten)                                                             | Die Frau ohne Schatten                | Richard Strauss          | |                                                  |                                       |
| 1994                 | - John Nelson (Dirigent) - John Aler, Kathleen Battle, Michael Chance, Mark S. Doss, Marilyn Horne, Neil Mackie, Sylvia McNair, Samuel Ramey - Ambrosian Opera Chorus und English Chamber Orchestra (Solisten) - Steven Paul (Produzent)                                                | Semele                                | Georg Friedrich Händel   | |                                                  |                                       |
| 1995                 | - Kent Nagano (Dirigent) - Kenn Chester, Jerry Hadley, Samuel Ramey, Cheryl Studer (Solisten) - Orchester und Chor der Opéra National de Lyon - Martin Sauer (Produzent) | Susannah                              | Carlisle Floyd           | |                                                  |                                       |
| 1996                 | - Charles Dutoit (Dirigent) - Gary Lakes, Françoise Pollet, Gino Quilico, Deborah Voigt (Solisten) - Orchestre symphonique de Montréal und Chor - Raymond Minshull (Produzent) | Les Troyens                           | Hector Berlioz           | |                                                  |                                       |
| 1997                 | - Richard Hickox (Dirigent) - Philip Langridge, Alan Opie, Janice Watson (Solisten) - Chor des London Symphony Orchestra und City of London Sinfonia - Brian Couzens (Produzent) | Peter Grimes                          | Benjamin Britten         | |                                                  |                                       |
| 1998                 | - Georg Solti (Dirigent) - José van Dam, Ben Heppner, Herbert Lippert, Karita Mattila, Alan Opie, René Pape, Iris Vermillion (Solisten) - Chicago Symphony Orchestra - Michael Woolcock (Produzent)                                                                                     | Die Meistersinger von Nürnberg        | Richard Wagner           | |                                                  |                                       |
| 1999                 | - Pierre Boulez (Dirigent) - Jessye Norman, László Polgár (Solisten) - Chicago Symphony Orchestra - Karl-August Naegler (Produzent) | Herzog Blaubarts Burg                 | Béla Bartók              | |                                                  |                                       |
| 2000                 | - John Eliot Gardiner (Dirigent) - Ian Bostridge, Anne Sofie von Otter, Bryn Terfel, Deborah York (Solisten) - Monteverdi Choir und das London Symphony Orchestra - Nicholas Parker (Produzent)                                                                                         | The Rake’s Progress                   | Igor Strawinsky          | |                                                  |                                       |
| 2001                 | - Kent Nagano (Dirigent) - Kim Begley, Dietrich Fischer-Dieskau, Dietrich Henschel, Markus Hollop, Eva Jenis, Torsten Kerl (Solisten) - Orchester der Opéra National de Lyon - Martin Sauer (Produzent)                                                                                 | Doktor Faust                          | Ferruccio Busoni         | |                                                  |                                       |
| 2002                 | - Colin Davis (Dirigent) - Michelle DeYoung, Ben Heppner, Petra Lang, Peter Mattei, Stephen Milling, Sara Mingardo, Kenneth Tarver (Solisten) - London Symphony Orchestra - James Mallinson (Produzent)                                                                                 | Les Troyens                           | Hector Berlioz           | |                                                  |                                       |
| 2003                 | - Daniel Barenboim (Dirigent) - Jane Eaglen, Thomas Hampson, Waltraud Meier, René Pape, Peter Seiffert (Solisten) - Chor der Deutschen Staatsoper Berlin und the Staatskapelle Berlin - Christoph Classen (Produzent)                                                                   | Tannhäuser                            | Richard Wagner           | |                                                  |                                       |
| 2004                 | - Bernard Haitink (Dirigent) - Jerry Hadley, Karita Mattila, Eva Randová, Anja Silja, Jorma Silvasti (Solisten) - Orchester und Chor des Royal Opera House - Wolfram Graul (Produzent),                                                                                                 | Jenůfa                                | Leoš Janáček             | |                                                  |                                       |
| 2005                 | - René Jacobs (Dirigent) - Patrizia Ciofi, Véronique Gens, Simon Keenlyside, Angelika Kirchschlager, Lorenzo Regazzo (Solisten) - Martin Sauer (Produzent) | Le nozze di Figaro                    | Wolfgang Amadeus Mozart  | |                                                  |                                       |
| 2006                 | - Sir Colin Davis (Dirigent) - Carlos Alvarez, Bülent Bezdüz, Marina Domashenko, Jane Henschel, Ana Ibarra, Maria Josè Moreno, Michele Pertusi (Solisten) - London Symphony Chorus und London Symphony Orchestra - James Mallinson (Produzent)                                          | Falstaff                              | Giuseppe Verdi           | |                                                  |                                       |
| 2007                 | - Robert Spano (Dirigent) - Kelley O’Connor, Jessica Rivera, Dawn Upshaw (Solisten) - Atlanta Symphony Orchestra und Chor - Valérie Gross und Sid McLauchlan (Produzenten) | Ainadamar                             | Osvaldo Golijov          | |                                                  |                                       |
| 2008                 | - Sir Charles Mackerras (Dirigent) - Jane Henschel, Jennifer Larmore, Rebecca Evans (Solisten) - Brian Couzens (Produzent) | Hänsel und Gretel                     | Engelbert Humperdinck    | |                                                  |                                       |
| 2009                 | - James Conlon (Dirigent) - Anthony Dean Griffey, Patti LuPone, Audra McDonald, Donnie Ray Albert, John Easterlin, Steven Humes, Mel Ulrich, Robert Wörle (Solisten) - Orchester und Chor der Los Angeles Opera - Fred Vogler (Produzent)                                               | Aufstieg und Fall der Stadt Mahagonny | Kurt Weill               | |                                                  |                                       |
| 2010                 | - Daniel Harding (Dirigent) - Ian Bostridge, Neal Davies, Nathan Gunn, Jonathan Lemalu, Matthew Rose, Gidon Saks, Andrew Kennedy, Daniel Teadt, Andrew Tortise, Rodrick Williams (Solisten) - London Symphony Orchestra und Männer des London Symphony Chorus - John Fraser (Produzent) | Billy Budd                            | Benjamin Britten         | |                                                  |                                       |
| 2011                 | - Kent Nagano (Dirigent) - Daniel Belcher, Ekaterina Lekhina, Marie-Ange Todorovitch (Solisten) - Deutsches Symphonie-Orchester Berlin und Rundfunkchor Berlin - Martin Sauer (Produzent)                                                                                               | L’amour de loin                       | Kaija Saariaho           | |                                                  |                                       |
| 2012                 | - Alan Gilbert (Dirigent) - Eric Owens, Gerald Finley, Meredith Arwady, Richard Paul Fink, Sasha Cooke und Thomas Glenn (Solisten) - Jay David Saks (Produzent) | Doctor Atomic                         | John Adams               | |                                                  |                                       |
| 2013                 | - James Levine und Fabio Luisi (Dirigenten) - Hans Peter König, Jay Hunter Morris, Bryn Terfel, Deborah Voigt (Solisten) - Jay David Saks (Produzent) | Der Ring des Nibelungen               | Richard Wagner           | - Michael Boder (Dirigent) - Paul Groves, Ashley Holland, Julia Juon, Patricia Petibon (Solisten) - Johannes Müller (Produzent) | Lulu                                             | Alban Berg                            |
| 2013                 | - James Levine und Fabio Luisi (Dirigenten) - Hans Peter König, Jay Hunter Morris, Bryn Terfel, Deborah Voigt (Solisten) - Jay David Saks (Produzent) | Der Ring des Nibelungen               | Richard Wagner           | - René Jacobs (Dirigent) - Marcos Fink, Sunhae In, Bejun Mehta, Alexandrina Pendatchanska, Jennifer Rivera (Solisten) | Agrippina                                        | Georg Friedrich Händel                |
| 2013                 | - James Levine und Fabio Luisi (Dirigenten) - Hans Peter König, Jay Hunter Morris, Bryn Terfel, Deborah Voigt (Solisten) - Jay David Saks (Produzent) | Der Ring des Nibelungen               | Richard Wagner           | - Vladimir Jurowski (Dirigent) - Topi Lehtipuu, Miah Persson, Matthew Rose (Solisten) - Jean Chatauret (Produzent) | The Rake’s Progress                              | Igor Strawinsky                       |
| 2013                 | - James Levine und Fabio Luisi (Dirigenten) - Hans Peter König, Jay Hunter Morris, Bryn Terfel, Deborah Voigt (Solisten) - Jay David Saks (Produzent) | Der Ring des Nibelungen               | Richard Wagner           | - Jordi Savall (Dirigent) - Delphine Galou, Paolo Lopez, Roberta Mameli, Raffaela Milanesi, Furio Zanasi (Solisten) | Teuzzone                                         | Antonio Vivaldi                       |
| 2014                 | - Thomas Adès (Dirigent) - Simon Keenlyside, Isabel Leonard, Audrey Luna, William Burden, Alan Oke (Solisten) - Jay David Saks (Produzent) | The Tempest                           | Thomas Adès              | - Oliver Knussen (Dirigent) - Ian Bostridge, Peter Coleman-Wright, Susan Gritton, Angelika Kirchschlager (Solisten) - John Fraser (Produzent) | The Rape of Lucretia                             | Benjamin Britten                      |
| 2014                 | - Thomas Adès (Dirigent) - Simon Keenlyside, Isabel Leonard, Audrey Luna, William Burden, Alan Oke (Solisten) - Jay David Saks (Produzent) | The Tempest                           | Thomas Adès              | - Tönu Kaljuste (Dirigent) - Anna Eimarsson und Johannes Weisser (Solisten) - Morten Lindberg (Produzent) | David and Bathsheba                              | Ståle Kleiberg                        |
| 2014                 | - Thomas Adès (Dirigent) - Simon Keenlyside, Isabel Leonard, Audrey Luna, William Burden, Alan Oke (Solisten) - Jay David Saks (Produzent) | The Tempest                           | Thomas Adès              | - Diego Fasolis (Dirigent) - Valer Barna-Sabadus, Daniel Behle, Max Emanuel Cenčić, Franco Fagioli, Philippe Jaroussky (Solisten) - Ulrich Russcher (Produzent) | Artaserse                                        | Leonardo Vinci                        |
| 2014                 | - Thomas Adès (Dirigent) - Simon Keenlyside, Isabel Leonard, Audrey Luna, William Burden, Alan Oke (Solisten) - Jay David Saks (Produzent) | The Tempest                           | Thomas Adès              | - Christian Thielemann (Dirigent) - Katarina Dalayman, Albert Dohmen, Stephen Gould, Eric Halfvarson, Linda Watson (Solisten) - Ohmar Eichinger (Produzent) | Der Ring des Nibelungen                          | Richard Wagner                        |
| 2015                 | Paul O’Dette und Stephen Stubbs (Dirigenten) Aaron Sheehan (Solist) Renate Wolter-Seevers (Produzent) | La descente d'Orphée aux enfers       | Marc-Antoine Charpentier | - Kenneth Kiesler (Dirigent) - Dan Kempson, Jennifer Lane, Tamara Mumford, Julianna Di Giacomo und Brenda Rae (Solisten) - Tim Handley (Produzent) | L’Orestie d’Eschyle                              | Darius Milhaud                        |
| 2015                 | Paul O’Dette und Stephen Stubbs (Dirigenten) Aaron Sheehan (Solist) Renate Wolter-Seevers (Produzent) | La descente d'Orphée aux enfers       | Marc-Antoine Charpentier | - William Christie (Dirigent) - Sarah Connolly, Stéphane Degout, Christiane Karg, Ed Lyon und Katherine Watson (Solisten) - Sébastien Chonion (Produzent) | Hippolyte et Aricie                              | Jean-Philippe Rameau                  |
| 2015                 | Paul O’Dette und Stephen Stubbs (Dirigenten) Aaron Sheehan (Solist) Renate Wolter-Seevers (Produzent) | La descente d'Orphée aux enfers       | Marc-Antoine Charpentier | - Sylvain Cambreling (Dirigent) - Andreas Conrad und Franz Grundheber (Solisten) - Reinhard Oechsler (Produzent) | Moses und Aron                                   | Arnold Schönberg                      |
| 2015                 | Paul O’Dette und Stephen Stubbs (Dirigenten) Aaron Sheehan (Solist) Renate Wolter-Seevers (Produzent) | La descente d'Orphée aux enfers       | Marc-Antoine Charpentier | - Christian Thielemann (Dirigent) - Evelyn Herlitzius, Waltraud Meier, René Pape und Anne Schwanewilms (Solisten) - Magdalene Herbst (Produzent) | Elektra                                          | Richard Strauss                       |
| 2016                 | - Seiji Ozawa (Dirigent) - Isabel Leonard (Solist) - Dominic Fyfe (Produzent) | L'enfant et les sortilèges            | Maurice Ravel            | - Donald Runnicles (Dirigent) - Will Hartmann, Michaela Kaune und Jennifer Larmore (Solisten) - Magdalena Herbst (Produzent) | Jenůfa                                           | Leoš Janáček                          |
| 2016                 | - Seiji Ozawa (Dirigent) - Isabel Leonard (Solist) - Dominic Fyfe (Produzent) | L'enfant et les sortilèges            | Maurice Ravel            | - Martin Pearlman (Dirigent) - Fernando Guimarães und Jennifer Riviera (Solisten) - Thomas C. Moore (Produzent) | Il ritorno d'Ulisse in patria                    | Claudio Monteverdi                    |
| 2016                 | - Seiji Ozawa (Dirigent) - Isabel Leonard (Solist) - Dominic Fyfe (Produzent) | L'enfant et les sortilèges            | Maurice Ravel            | - Yannick Nézet-Séguin (Dirigent) - Diana Damrau, Paul Schweinester und Rolando Villazón (Solisten) - Sid McLauchlan (Produzent) | Die Entführung aus dem Serail                    | Wolfgang Amadeus Mozart               |
| 2016                 | - Seiji Ozawa (Dirigent) - Isabel Leonard (Solist) - Dominic Fyfe (Produzent) | L'enfant et les sortilèges            | Maurice Ravel            | - Paul O’Dette und Stephen Stubbs (Dirigenten) - Karina Gauvin und Philippe Jaroussky (Solisten) - Renate Wolter-Seevers (Produzent) | Niobe, regina di Tebe                            | Agostino Steffani                     |
| 2017                 | - James Conlon (Dirigent) - Joshua Guerrero, Christopher Maltman, Lucas Meachem, Patricia Racette, Lucy Schaufer, Guanqun Yu und Patti LuPone (Solisten) - Orchester und Chor der Los Angeles Opera - Blanton Alspaugh (Produzent)                                                      | The Ghosts of Versailles              | John Corigliano          | - Giovanni Antonini (Dirigent) - Cecilia Bartoli, Philippe Jaroussky, Andreas Scholl und Anne Sofie von Otter (Solisten) - Samuel Theis (Produzent) | Giulio Cesare                                    | Georg Friedrich Händel                |
| 2017                 | - James Conlon (Dirigent) - Joshua Guerrero, Christopher Maltman, Lucas Meachem, Patricia Racette, Lucy Schaufer, Guanqun Yu und Patti LuPone (Solisten) - Orchester und Chor der Los Angeles Opera - Blanton Alspaugh (Produzent)                                                      | The Ghosts of Versailles              | John Corigliano          | - Miguel Harth-Bedoya (Dirigent) - Emily Fons, Nathan Gunn, Isabel Leonard und Jay Hunter Morris (Solisten) - Elizabeth Ostrow (Produzent) | Cold Mountain                                    | Jennifer Higdon                       |
| 2017                 | - James Conlon (Dirigent) - Joshua Guerrero, Christopher Maltman, Lucas Meachem, Patricia Racette, Lucy Schaufer, Guanqun Yu und Patti LuPone (Solisten) - Orchester und Chor der Los Angeles Opera - Blanton Alspaugh (Produzent)                                                      | The Ghosts of Versailles              | John Corigliano          | - Yannick Nézet-Séguin (Dirigent) - Thomas Hampson, Christiane Karg, Luca Pisaroni und Sonya Yoncheva (Solisten) - Daniel Zalay (Produzent) | Le nozze di Figaro                               | Wolfgang Amadeus Mozart               |
| 2017                 | - James Conlon (Dirigent) - Joshua Guerrero, Christopher Maltman, Lucas Meachem, Patricia Racette, Lucy Schaufer, Guanqun Yu und Patti LuPone (Solisten) - Orchester und Chor der Los Angeles Opera - Blanton Alspaugh (Produzent)                                                      | The Ghosts of Versailles              | John Corigliano          | - Antonio Pappano (Dirigent) - Georgia Jarman, Mariusz Kwiecień und Saimir Pirgu (Solisten) - Jonathan Allen (Produzent) | Król Roger                                       | Karol Szymanowski                     |
| 2018                 | - Hans Graf (Dirigent) - Anne Schwanewilms und Roman Trekel (Solisten) - Houston Symphony Orchestra, Chor der Studenten und Alumni der Shepherd School of Music, Rice University und Houston Grand Opera Kinderchor - Hans Graf und Brad Sayles (Produzenten)                           | Wozzeck                               | Alban Berg               | - Lothar Koenigs (Dirigent) - Daniel Brenna, Marlis Petersen und Johan Reuter (Solisten) - Orchester der Metropolitan Opera - Jay David Saks (Produzent) | Lulu                                             | Alban Berg                            |
| 2018                 | - Hans Graf (Dirigent) - Anne Schwanewilms und Roman Trekel (Solisten) - Houston Symphony Orchestra, Chor der Studenten und Alumni der Shepherd School of Music, Rice University und Houston Grand Opera Kinderchor - Hans Graf und Brad Sayles (Produzenten)                           | Wozzeck                               | Alban Berg               | - Gianandrea Noseda (Dirigent) - Diana Damrau, Mariusz Kwiecień, Matthew Polenzani und Nicolas Testé (Solisten) - Orchester und Chor der Metropolitan Opera - Jay David Saks (Produzent) | Les pêcheurs de perles                           | Georges Bizet                         |
| 2018                 | - Hans Graf (Dirigent) - Anne Schwanewilms und Roman Trekel (Solisten) - Houston Symphony Orchestra, Chor der Studenten und Alumni der Shepherd School of Music, Rice University und Houston Grand Opera Kinderchor - Hans Graf und Brad Sayles (Produzenten)                           | Wozzeck                               | Alban Berg               | - George Petrou (Dirigent) - Max Emanuel Cenčić und Lauren Snouffer (Solisten) - Jacob Händel (Produzent) | Ottone                                           | Georg Friedrich Händel                |
| 2018                 | - Hans Graf (Dirigent) - Anne Schwanewilms und Roman Trekel (Solisten) - Houston Symphony Orchestra, Chor der Studenten und Alumni der Shepherd School of Music, Rice University und Houston Grand Opera Kinderchor - Hans Graf und Brad Sayles (Produzenten)                           | Wozzeck                               | Alban Berg               | - Valery Gergiev (Dirigent) - Vladimir Feliauer, Aida Garifullina und Kira Loginova (Solisten) - Mariinsky Orchestra und Chorus - Ilya Petrov (Produzent) | Der goldene Hahn                                 | Nikolai Andrejewitsch Rimski-Korsakow |
| 2019                 | - Michael Christie (Dirigent) - Sasha Cooke, Jessica E. Jones, Edward Parks, Garrett Sorenson und Wei Wu (Solisten) - Elizabeth Ostrow (Produzent) | The (R)evolution of Steve Jobs        | Mason Bates              | - John Adams (Dirigent) - Aubrey Allicock, Julia Bullock, Gerald Finley und Brindley Sherratt (Solisten) - BBC Symphony Orchestra und BBC Singers - Friedeman Engelbracht (Produzent) | Doctor Atomic                                    | John Adams                            |
| 2019                 | - Michael Christie (Dirigent) - Sasha Cooke, Jessica E. Jones, Edward Parks, Garrett Sorenson und Wei Wu (Solisten) - Elizabeth Ostrow (Produzent) | The (R)evolution of Steve Jobs        | Mason Bates              | - Christophe Rousset (Dirigent) - Edwin Crossley-Mercer, Emiliano Gonzalez Toro und Judith van Wanroij (Solisten) - Les Talens Lyriques und Chœur de chambre de Namur - Maximilien Ciup (Produzent) | Alceste                                          | Jean-Baptiste Lully                   |
| 2019                 | - Michael Christie (Dirigent) - Sasha Cooke, Jessica E. Jones, Edward Parks, Garrett Sorenson und Wei Wu (Solisten) - Elizabeth Ostrow (Produzent) | The (R)evolution of Steve Jobs        | Mason Bates              | - Sebastian Weigle (Dirigent) - Renée Fleming, Elīna Garanča, Günther Groissböck und Erin Morley (Solisten) - Orchester und Chor der Metropolitan Opera - David Frost (Produzent) | Der Rosenkavalier                                | Richard Strauss                       |
| 2019                 | - Michael Christie (Dirigent) - Sasha Cooke, Jessica E. Jones, Edward Parks, Garrett Sorenson und Wei Wu (Solisten) - Elizabeth Ostrow (Produzent) | The (R)evolution of Steve Jobs        | Mason Bates              | - Constantine Orbelian (Dirigent) - Francesco Demuro, Dmitri Hvorostovsky und Nadine Sierra (Solisten) - Kaunas City Symphony und Staatschor Kaunas - Vilius Keras und Aleksandra Keriene (Produzenten) | Rigoletto                                        | Giuseppe Verdi                        |
| 2020                 | - Gil Rose (Dirigent) - John Brancy, Andrew Craig Brown, Gabriel Preisser, Krista River, Edwin Vega (Solisten) - Boston Modern Orchestra Project und Boston Children’s Chorus - Gil Rose (Produzent)                                                                                    | Fantastic Mr. Fox                     | Tobias Picker            | - George Benjamin (Dirigent) - Stéphane Degout, Barbara Hannigan, Peter Hoare, Gyula Orendt (Solisten) - Orchestra of the Royal Opera House - James Whitbourn (Produzent) | Lessons in Love and Violence                     | George Benjamin                       |
| 2020                 | - Gil Rose (Dirigent) - John Brancy, Andrew Craig Brown, Gabriel Preisser, Krista River, Edwin Vega (Solisten) - Boston Modern Orchestra Project und Boston Children’s Chorus - Gil Rose (Produzent)                                                                                    | Fantastic Mr. Fox                     | Tobias Picker            | - Marc Albrecht (Dirigent) - Christopher Maltman, Eva-Maria Westbroek (Solisten) - Netherlands Philharmonic Orchestra und Chor der Dutch National Opera - François Roussillon (Produzent) | Wozzeck                                          | Alban Berg                            |
| 2020                 | - Gil Rose (Dirigent) - John Brancy, Andrew Craig Brown, Gabriel Preisser, Krista River, Edwin Vega (Solisten) - Boston Modern Orchestra Project und Boston Children’s Chorus - Gil Rose (Produzent)                                                                                    | Fantastic Mr. Fox                     | Tobias Picker            | - Paul O’Dette und Stephen Stubbs (Dirigenten) - Jesse Blumberg, Teresa Wakim, Virginia Warnken (Solisten) - Boston Early Music Festival Chamber Ensemble und dem Boston Early Music Festival Vocal Ensemble - Renate Wolter-Seevers (Produzent) | Les Arts florissants; Les Plaisirs de Versailles | Marc-Antoine Charpentier              |
| 2020                 | - Gil Rose (Dirigent) - John Brancy, Andrew Craig Brown, Gabriel Preisser, Krista River, Edwin Vega (Solisten) - Boston Modern Orchestra Project und Boston Children’s Chorus - Gil Rose (Produzent)                                                                                    | Fantastic Mr. Fox                     | Tobias Picker            | - Christian Thielemann (Dirigent) - Piotr Beczała, Anja Harteros, Tomasz Konieczny, Waltraud Meier, Georg Zeppenfeld (Solisten) - Festspielorchester Bayreuth und Festspielchor Bayreuth - Eckhard Glauche (Produzent) | Lohengrin                                        | Richard Wagner                        |
| 2021                 | David Robertson (Dirigent) Frederick Ballentine, Angel Blue, Denyce Graves, Latonia Moore, Eric Owens (Solisten) Metropolitan Opera Orchestra & Chorus David Frost (Produzent) | Porgy and Bess                        | George Gershwin          | - Gil Rose (Dirigent) - Heather Buck, Stephen Power (Solisten) - Boston Modern Orchestra Project und Odyssey Opera Chorus - Gil Rose (Produzent) | The Trial at Rouen                               | Dello Joio                            |
| 2021                 | David Robertson (Dirigent) Frederick Ballentine, Angel Blue, Denyce Graves, Latonia Moore, Eric Owens (Solisten) Metropolitan Opera Orchestra & Chorus David Frost (Produzent) | Porgy and Bess                        | George Gershwin          | - William Boggs (Dirigent) - Alexander Dobson, Keith Phares, Kate Royal (Solisten) - Milwaukee Symphony Orchestra und Florentine Opera Chorus - Blanton Alspaugh (Produzent) | Prince of Players                                | Carlisle Floyd                        |
| 2021                 | David Robertson (Dirigent) Frederick Ballentine, Angel Blue, Denyce Graves, Latonia Moore, Eric Owens (Solisten) Metropolitan Opera Orchestra & Chorus David Frost (Produzent) | Porgy and Bess                        | George Gershwin          | - Maxim Emelyanychev (Dirigent) - Elsa Benoit, Joyce DiDonato, Franco Fagioli, Jakub Józef Orliński, Luca Pisaroni und Il pomo d’oro (Solisten) - Daniel Zalay (Produzent) | Agrippina                                        | Georg Friedrich Händel                |
| 2021                 | David Robertson (Dirigent) Frederick Ballentine, Angel Blue, Denyce Graves, Latonia Moore, Eric Owens (Solisten) Metropolitan Opera Orchestra & Chorus David Frost (Produzent) | Porgy and Bess                        | George Gershwin          | - Donald Runnicles (Dirigent) - David Butt Philip, Elena Tsallagova (Solisten) - Orchester und Chor der Deutschen Oper Berlin - Peter Ghirardini und Erwin Stürzer (Produzenten) | Der Zwerg                                        | Alexander von Zemlinsky               |
| 2022                 | Karen Kamensek (Dirigent) J’Nai Bridges, Anthony Roth Costanzo, Zachary James, Dísella Lárusdóttir (Solisten) Metropolitan Opera Orchestra und Chorus David Frost (Produzent) | Akhnaten                              | Philip Glass             | - Susanna Mälkki (Dirigent) - Mika Kares, Szilvia Vörös (Solisten) - Helsinki Philharmonic Orchestra - Robert Suff (Produzent) | Bluebeard’s Castle                               | Béla Bartók                           |
| 2022                 | Karen Kamensek (Dirigent) J’Nai Bridges, Anthony Roth Costanzo, Zachary James, Dísella Lárusdóttir (Solisten) Metropolitan Opera Orchestra und Chorus David Frost (Produzent) | Akhnaten                              | Philip Glass             | - Simon Rattle (Dirigent) - Sophia Burgos, Lucy Crowe, Gerald Finley, Peter Hoare, Anna Lapkovskaja, Paulina Malefane, Jan Martinik, Hanno Müller-Brachmann (Solisten) - London Symphony Orchestra und Chorus - Andrew Cornall (Produzent) | Cunning Little Vixen                             | Leoš Janáček                          |
| 2022                 | Karen Kamensek (Dirigent) J’Nai Bridges, Anthony Roth Costanzo, Zachary James, Dísella Lárusdóttir (Solisten) Metropolitan Opera Orchestra und Chorus David Frost (Produzent) | Akhnaten                              | Philip Glass             | - Corrado Rovaris (Dirigent) - Johnathan McCullough (Solist) - James Darrah und John Toia (Produzenten) | Soldier Songs                                    | David T. Little                       |
| 2022                 | Karen Kamensek (Dirigent) J’Nai Bridges, Anthony Roth Costanzo, Zachary James, Dísella Lárusdóttir (Solisten) Metropolitan Opera Orchestra und Chorus David Frost (Produzent) | Akhnaten                              | Philip Glass             | - Yannick Nézet-Séguin (Dirigent) - Karen Cargill, Isabel Leonard, Karita Mattila, Erin Morley, Adrianne Pieczonka (Solisten) - Metropolitan Opera Orchestra und Chorus - David Frost (Produzent) | Dialogues des Carmélites                         | Francis Poulenc                       |
| 2023 5. Februar 2023 | Yannick Nézet-Séguin (Dirigent) Angel Blue, Will Liverman, Latonia Moore, Walter Russell III Metropolitan Opera Orchestra und Chorus David Frost (Produzent) | Fire Shut Up in My Bones              | Terence Blanchard        | - Yannick Nézet-Séguin (Dirigent) - Barry Banks, Nathan Berg, Joshua Hopkins, Erin Morley, Jakub Józef Orliński (Solisten) - Metropolitan Opera Orchestra und Chorus | Eurydice                                         | Matthew Aucoin                        |
| 2023 5. Februar 2023 | Yannick Nézet-Séguin (Dirigent) Angel Blue, Will Liverman, Latonia Moore, Walter Russell III Metropolitan Opera Orchestra und Chorus David Frost (Produzent) | Fire Shut Up in My Bones              | Terence Blanchard        | - Gil Rose (Dirigent) - Ronnita Miller, Whitney Morrison, Victor Robertson, Davóne Tines (Solisten) - Boston Modern Orchestra Project und dem Odyssey Opera Chorus - Gil Rose (Produzent) | X: The Life and Times of Malcolm X               | Anthony Davis                         |
| 2024 4. Februar 2024 | Yannick Nézet-Séguin (Dirigent) Ryan Speedo Green, Latonia Moore und Eric Owens Metropolitan Opera Orchestra und Chorus David Frost (Produzent) | Champion                              | Terence Blanchard        | - Gil Rose (Dirigent, Produzent) - Anthony Roth Costanzo, Kathryn Henry, Jarrett Ott und David Portillo (Solisten) - Boston Modern Orchestra Project & Odyssey Opera Chorus | The Lord of Cries                                | John Corigliano                       |
| 2024 4. Februar 2024 | Yannick Nézet-Séguin (Dirigent) Ryan Speedo Green, Latonia Moore und Eric Owens Metropolitan Opera Orchestra und Chorus David Frost (Produzent) | Champion                              | Terence Blanchard        | - Timur and the Dime Museum und das Isaura String Quartet - Andrew McKenna Lee, David T. Little (Produzenten) | Black Lodge                                      | David T. Little                       |
| 2025 2. Februar 2025 | Esa-Pekka Salonen (Dirigent) Fleur Barron, Axelle Fanyo, Nicholas Phan, Christopher Purves und der San Francisco Symphony & Chorus Jason O’Connell (Produzent) | Adriana Mater                         | Kaija Saariaho           | - Adams: Girls of the Golden West von Paul Appleby, Julia Bullock, Hye Jung Lee, Daniela Mack, Elliot Madore, Ryan McKinny, Davóne Tines und dem Los Angeles Philharmonic & Los Angeles Master Chorale unter Leitung von John Adams (Produzent: Dmitriy Lipay) - Catán: Florencia en el Amazonas von Mario Chang, Michael Chioldi, Greer Grimsley, Nancy Fabiola Herrera, Mattia Olivieri, Ailyn Pérez, Gabriella Reyes und dem Metropolitan Opera Orchestra and Chorus unter Leitung von Yannick Nézet-Séguin (Produzent: David Frost) - Moravec: The Shining von Tristan Hallett, Kelly Kaduce, Edward Parks und dem Kansas City Orchestra & Lyric Opera of Kansas City Chorus unter Leitung von Gerard Schwarz (Produzent: Blanton Alspaugh) - Puts: The Hours von Joyce DiDonato, Renée Fleming, Kelli O’Hara und dem Metropolitan Opera Orchestra and Chorus unter Leitung von Yannick Nézet-Séguin (Produzent: David Frost) |                                                  |                                       |